# Cruydeboeck
Het Cruydeboeck (of Cruijdeboeck of Cruydt-Boeck) is een kruidboek dat in 1554 werd gepubliceerd door Rembert Dodoens, een Brabantse plantenkundige. Hij stelde het plantenboek samen op vraag van Christoffel Plantijn, een Antwerpse drukker. Het boek was een hoogtepunt op het gebied van de geneeskunde in de 16de eeuw.

## Het boek

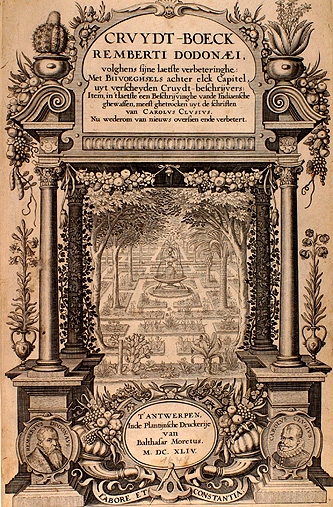
De 1ste pagina van het Cruydeboeck van Dodoens

Jarenlang wijdde Dodoens zijn leven aan botanisch onderzoek. Hij beschreef en onderzocht zo’n 1340 verschillende soorten, die allemaal in het Cruydeboek werden opgenomen. De planten die in het boek werden opgenomen, liet Dodoens illustreren door een tekenaar uit Mechelen, Pieter Van der Borcht. Zo zijn er 715 afbeeldingen te zien in het boek.
Sinds de eerste uitgave van het Cruydeboeck werd het herhaaldelijk opnieuw uitgegeven, voor het laatst in 1644.
Dodoens schrijft in de inleiding van het boek zelf waarom hij het werk geschreven heeft:
“Ende desen arbeyt hebben wy te willigher ende te liever aenghenomen, om dat in die landen van hertswaerts overe, tot noch toe niemant ghevonden es gheweest, die van den cruyden iet ghescreven ende int licht ghegheven heeft, hoe wel nochtans dat in dese landen veel schoone ende profijtelicke cruyden groeyen ende wassen, die noch seer qualicken oft luttel bekent sijn, die seer goet waeren in tlicht ende kennisse van alle gheleerde Medecijns ghebrocht, ..."
Het was volgens hem nodig dat de apothekers en artsen het nut van vele planten opnieuw leerden kennen. Van veel planten was de geneeskrachtige werking niet meer algemeen gekend. Hij wilde de artsen en apothekers aanzetten zich opnieuw te verdiepen in de plantkunde om zo de juiste therapieën te kiezen.

## Vernieuwingen

### Nieuwe indeling van de planten
In het Cruydeboeck maakte Dodoens voor het eerst een indeling van de planten volgens hun kenmerken. Tot dan toe waren de planten steeds in alfabetische volgorde ingedeeld geweest. Dodoens onderscheidde 6 grote groepen, die daarna nogmaals ingedeeld werden in 26 verschillende groepjes.
Per plant beschreef hij daarnaast volgende onderwerpen:
1. de verschillende soorten van de plant
2. de groei- en bloeiwijzen
3. de onderdelen zoals de bladeren, bloemen,..
4. de groeiplaats
5. de bloeitijd, de tijd waarin de vruchten gedragen worden,…
6. de geneeskrachtige waarde

Daarnaast voegde hij ook de benaming in verschillende talen toe: Nederlands, Duits, Boheems, Frans, Engels, Italiaans, Spaans, Arabisch, Latijn en Grieks.

### Schrijven in de moedertaal
" ... alzoo dat wy daer om oock desen onsen Cruydeboeck niet in Latijn, maar ghemeyne Neerduytsche tale hebben willen scrijven ende uutgheven, op dat hij alle cruytliefhebbers, ende alzoo wel den leecken van der latijnscher sprake ignorant, als den gheleerden dienstelick ende orboorlick soude moghen wesen ..."
In bovenstaand stuk verklaart Dodoens zelf aan koningin Maria van Hongarije en Bohemen, die op dat moment de regentes van de Habsburgse Nederlanden was, waarom hij zijn Cruydeboeck in zijn moedertaal, het Nederlands, heeft geschreven. Hij was van mening dat kennis niet voor een kleine groep intellectuelen bedoeld mocht zijn. En om het gewone volk te kunnen bereiken, moest in de taal van het volk geschreven worden.